# بيير فان هويدونك
بيير فان هويدونك بالإنجليزية(pierre van hooijdonk) لاعب كرة قدم هولندي مخضرم من مواليد (29 نوفمبر 1969 -)، لعب لعدة أندية من أندية الوسط في أوروبا منها فينور روتردام الهولندي وسيلتيك الإسكتلندي وبنفيكا البرتغالي وفنربخشة التركي شارك في كأس العالم 1998 يتميز بطول قامة فارع يصل إلى 193سم يتميز أيضا بالكرات الرأسية والقوة الجسمانية والكرات الثابتة وهو لاعب مأثر جدا يلعب في مركز رأس الحربة.

## معلومات الأندية
| النادي           | من   | إلى  | المباريات | الأهداف |
| آر بي سي روزندال | 1989 | 1991 | 69        | 33      |
| ناك بريدا        | 1991 | 1995 | 115       | 81      |
| سلتيك            | 1995 | 1997 | 69        | 44      |
| نوتنغهام فورست   | 1997 | 1999 | 71        | 36      |
| فيتيسه أرنهيم    | 1999 | 2000 | 29        | 25      |
| بانفيكا          | 2000 | 2001 | 30        | 19      |
| فينورد روتردام   | 2001 | 2003 | 61        | 52      |
| فنربخشة          | 2003 | 2005 | 53        | 32      |
| ناك بريدا        | 2005 | 2006 | 17        | 5       |
| فينورد روتردام   | 2006 | 2007 | 37        | 8       |
| المجموع          | -    | -    | 551       | 335     |

## مع المنتخب
| المباريات | الأهداف |
| 46        | 14      |

### الإنجازات الشخصية
هداف الدوري الهولندي ب24 هدف موسم 2001/2002.
هداف الدوري التركي ب24هدف موسم 2003/2004.

### الألقاب مع الأندية
فاز مع نادي فينورد روتردام ببطولة كأس الاتحاد الأوربي موسم 2001/2002.
فاز مع نادي فنربخشة بلقب الدوري التركي موسم 2003/2004وموسم 2004/2005